# 女の如く
「女の如く」（Just Like a Woman）は、ボブ・ディランが1966年に発表した楽曲。
ローリング・ストーンの選ぶオールタイム・グレイテスト・ソング500（2010年版）では232位にランクされている。

## 解説
1965年ツアー中の感謝祭の日に書かれたバラードと言われる。アンディー・ウォーホールの「ファクトリー」に所属していたイーディ・セジウィックのことを歌ったとも、フォーク・シンガーのジョーン・バエズのことを歌ったとも言われている。
1966年3月8日、ナッシュビルのコロムビア・ミュージック・ロウ・スタジオで録音された。チャーリー・マッコイ、ジョー・サウス、ウェイン・モスの3人がギター、ベースにヘンリー・ストルゼレッキ、ピアノにハーガス・ピッグ・ロビンス、オルガンにアル・クーパー、ドラムズにケニー・バットレーという布陣だった。ロビー・ロバートソンはレコーディング・セッションには同席していたが、本作では演奏しなかったとされる。
同年6月20日発売のアルバム『ブロンド・オン・ブロンド』に収録。同年8月18日にシングル・カットされ、ビルボード Hot 100で33位を記録した。
コンサートで歌われることも多く、特に「バングラデシュ・コンサート」におけるバージョンは同コンサートのハイライトとして評価が高い。

## 収録レコード
シングル
女の如く (Single Edit.) / 5人の信者達（1966年）
スタジオ録音
- ブロンド・オン・ブロンド（1966年）
- ボブ・ディランのグレーテスト・ヒット（1967年）
- バイオグラフ（1985年）
- エッセンシャル・ボブ・ディラン（2000年）
- DYLAN（2007年）

ライブ録音
- ロイヤル・アルバート・ホール（ブートレッグ・シリーズ第4集）（1998年）
1966年5月17日イギリス・マンチェスター、フリー・トレード・ホール
- バングラデシュ・コンサート（1971年）
1971年12月20日、ジョージ・ハリスン主催「コンサート・フォー・バングラデシュ」
- 偉大なる復活（1974年）
1974年、ザ・バンドとの共演
- ローリング・サンダー・レビュー（ブートレッグ・シリーズ第5集）（2002年）
1975年11月21日マサチューセッツ州ボストン、ボストン・ミュージック・ホール、第二ショー
- 武道館（1978年）
1978年東京、武道館、日本公演

## カバー・バージョン
- マンフレッド・マン - 1966年のシングル。B面は「I Wanna Be Rich」。全英シングルチャートで10位を記録した。
- ゲイリー・バートン - 1967年のアルバム『Tennessee Firebird』に収録。
- リッキー・ジアンコ - 1967年のシングル「Un altro paese」のB面。イタリア語詞。タイトルは「Come una donna」。
- ジョー・コッカー - 1969年のアルバム『心の友』に収録。
- ホリーズ - 1969年のアルバム『Hollies Sing Dylan』に収録。
- エリア・コード615 - 1969年のアルバム『Area Code 615』に収録[5]。
- ロバータ・フラック - 1970年のアルバム『Chapter Two』に収録。
- ニーナ・シモン - 1971年のアルバム『ヒア・カムズ・ザ・サン』に収録。
- リッキー・ネルソン - 1971年のアルバム『Rudy the Fifth』に収録。
- ロッド・スチュワート - 1981年のアルバム『トゥナイト・アイム・ユアーズ』に収録。
- ジュディ・コリンズ - 1993年のアルバム『Judy Sings Dylan...Just Like A Woman』に収録。
- スティーヴィー・ニックス - 1994年のアルバム『Street Angel』に収録。
- スティーヴ・ハウ - 1999年のアルバム『ポートレイツ・オブ・ボブ・ディラン』に収録。
- ジェフ・バックリィ - 2003年のアルバム『Live at Sin-é』に収録。
- シャルロット・ゲンズブール & キャレキシコ - 2007年のサウンドトラック・アルバム『I'm Not There: Original Soundtrack』に収録。
- シャルロット・ゲンズブール - 2011年のアルバム『Stage Whisper』に収録。
- カーリー・サイモン - 2012年のコンピレーション・アルバム『Chimes of Freedom』に収録。
- フランシス・カブレル - 2012年のアルバム『Vise Le Ciel Ou Bob Dylan Revisité 』に収録。フランス語詞。タイトルは「Comme une femme」[6]。
- キャット・パワー - 2023年のライブ・アルバム『Cat Power Sings Dylan: The 1966 Royal Albert Hall Concert』。2022年11月5日にロイヤル・アルバート・ホールで行われたコンサートの音源[7]。

## 影響
- ウディ・アレンの映画『アニー・ホール』の中に、「女の如く」を歌う場面がある。
- スティーヴン・キングの小説『キャリー』の中にノートに書かれた「女の如く」の歌詞が出てくる。